# Giovani Calciatori Legnanesi
La Giovani Calciatori Legnanesi (spesso abbreviata in G.C. Legnanesi) è stata una società calcistica italiana con sede nella città di Legnano. Aveva come colori sociali il nero e l'azzurro.

## Storia

Formazione della Giovani Calciatori Legnanesi nella stagione 1920-1921

La società è stata fondata nel primo dopoguerra a Legnano in un momento caratterizzato da una forte espansione dello calcio anche in ambito provinciale. Già da qualche anno a Legnano esisteva il Football Club Legnano, società calcistica che venne fondata nel 1913 e che è attiva tuttora con il nome di Associazione Calcio Legnano. Le due società erano però totalmente indipendenti e prive di legami.
La Giovani Calciatori Legnanesi ebbe vita molto breve, dato che fu attiva dal 1919 al 1921. La prima stagione disputata fu in Promozione 1919-1920, all'epoca secondo livello del calcio italiano, dove si impose nel girone A lombardo arrivando prima a pari punti con la Pro Patria. In seguito arrivò ancora al primo posto, questa volta in solitaria, nel girone finale. Ciò permise alla società legnanese di essere promossa in Prima Categoria, all'epoca massimo livello del calcio italiano.
La seconda stagione disputata fu la Prima Categoria 1920-1921: nel girone A lombardo raggiunse un onorevole terzo posto davanti all'Ausonia Pro Gorla quarta e ultima in classifica, e dietro al Casteggio secondo e all'Inter capolista, non qualificandosi alla fase successiva. In questa stagione anche il Football Club Legnano militava in Prima Categoria, e quindi Legnano era rappresentata, al massimo livello calcistico, da due società. Essendo però inseriti in due gruppi differenti, tra i due club non venne mai disputato un derby.
Dopo la fine della stagione, nel luglio del 1921, la Giovani Calciatori Legnanesi si fuse con il Football Club Legnano, scomparendo dal panorama calcistico italiano.

## Colori e simboli

### Colori
La Giovani Calciatori Legnanesi aveva come divisa sociale una maglia a strisce verticali nere e azzurre, dei calzoncini bianchi e dei calzettoni neri con doppia banda azzurra orizzontale nella parte alta dell'indumento, poco sotto l'orlo.

## Strutture

### Stadio
Il terreno di gioco casalingo della Giovani Calciatori Legnanesi era il campo di via Lodi, un impianto sportivo che poteva ospitare fino a 1 000 spettatori e che era anche lo stadio casalingo del Football Club Legnano.

## Calciatori
Il giocatore più famoso della Giovani Calciatori Legnanesi fu Luigi Allemandi, campione del mondo nel 1934 con la Nazionale italiana, che militò nei nerazzurri dal 1919 al 1921.

## Palmarès

### Competizioni regionali
- Promozione: 1

1919-1920 (girone lombardo)

## Statistiche e record

### Partecipazione ai campionati
La Giovani Calciatori Legnanesi partecipò a due campionati: uno regionale, la Promozione, e uno misto, la Prima Categoria, di cui il club non superò la fase regionale. All'epoca essi rappresentavano, rispettivamente, il secondo e il primo livello della piramide calcistica italiana.
| Livello | Categoria       | Partecipazioni | Stagione  | Totale |
| ------- | --------------- | -------------- | --------- | ------ |
| 1º      | Prima Categoria | 1              | 1920-1921 | 1      |

### Statistiche di squadra
Le statistiche salienti della Giovani Calciatori Legnanesi nei campionati sono:
- Vittoria casalinga con più largo scarto: vs. Ausonia Pro Gorla 5-0 (1920-1921)
- Vittoria esterna con più largo scarto: vs. Ausonia Pro Gorla 0-7 (1920-1921)
- Sconfitta casalinga con più largo scarto: vs. Casteggio 0-3 (1920-1921)
- Sconfitta esterna con più largo scarto: vs. Inter 12-0 (1920-1921)
- Pareggio con maggior numero di gol: vs. Pro Patria 2-2 (1919-1920) e vs. Casteggio 2-2 (1920-1921)